# 杨俊文
杨俊文，GLM，OMP（1946年4月8日—），汉族，中华人民共和国政治人物、第十一届全国政协委员。

## 背景
楊俊文在1946年4月8日生於香港，早年就讀拔萃男書院及英國 Dover College，後於華盛頓大學取得工商管理學士學位，是澳門寶法德企業有限公司董事總經理，曾擔任澳门生产力暨科技转移中心主席。2008年，他当选第十一届全国政协常务委员，代表特邀澳门人士，分入第五十四组。此外，他在1970年8月與 Anna Ann 在香港結婚，兒子於1972年出生。